# Isozaki Atea
Isozaki Atea (з баскської — брама Ісодзакі) — хмарочоси-близнюки в Більбао, Іспанія. Це найвищі житлові будинки в місті та по всій країні Басків, спроектовані японським архітектором Арата Ісодзакі. Хмарочоси мають 83 м заввишки та 22 поверхи.. Перші два поверхи використовуються для комерційних цілей, а решта поверхів — квартири. Вежі є частиною комплексу з п'яти будівель. Інші три споруди мають висоту від шести до восьми поверхів.